# Буринська волость
Буринська волость — історична адміністративно-територіальна одиниця Путивльського повіту Курської губернії.
Станом на 1880 рік складалася з 4 поселень, 8 сільських громад. Населення — 5311 осіб (2753 особи чоловічої статі та 2558 — жіночої), 806 дворових господарств.
|                     | Площа, десятин | У тому числі орної, дес. |
| ------------------- | -------------- | ------------------------ |
| Сільських громад    | 3937           | 3463                     |
| Приватної власності | 3654           | 3345                     |
| Казенної власності  | 41             | 34                       |
| Іншої власності     | 91             | 80                       |
| Загалом             | 7723           | 6922                     |

Найбільші поселення волості:
- Буринь — колишнє власницьке та державне село при річці Чаша за 22 версти від повітового міста, 3011 осіб, 479 дворів, 2 православні церкви, школа, поштова станція, 5 лавок, 5 постоялих дворів, 47 вітряних млинів, вівчарний завод, цегельний завод.
- Степанівка — колишнє власницьке село, 882 особи, 130 дворів, 13 вітряних млинів.
- Шилівка — колишнє власницьке село при річці Чаша, 733 особи, 117 дворів, 11 вітряних млинів.